# Ла Гумина, Антонио
Анто́нио Ла Гуми́на (итал. Antonino La Gumina; 6 марта 1996, Палермо, Италия) — итальянский футболист, нападающий клуба «Сампдория».

## Биография
Антонио Ла Гумина родился 6 марта 1996 года в Палермо. Когда ему исполнилось два года, семья переехала в Карини.
С самых юных лет Антонио Ла Гумина выказывал способности и тягу к футболу, поэтому родители отдали его в спортивную школу в Капачи, и в футболке местного клуба он впервые вышел на футбольное поле.
В 2006 году перешёл в спортшколу «Палермо».
Когда у мальчика появились болей в коленях, у него была диагностирована болезнь Осгуда-Шляттера, которая помимо прочего не позволяла ему расти, и до 16 лет его рост не превышал 165 см.
Однако любовь к футболу и забота со стороны семьи помогли юному футболисту справиться с болезнью, и в шестнадцатилетнем возрасте он вырос сразу на 21 см.

## Клубная карьера
Будучи воспитанником «Палермо», Ла Гумина выступал за юношескую команду, а с января 2015 года — привлекался к тренировкам и играм основного состава.
4 апреля 2015 года дебютировал в Серии А в поединке против «Милана», выйдя на замену на 88-й минуте вместо Мато Яяло. Больше в сезоне 2014/2015 на поле не появлялся. В сезоне 2015/2016 выходил трижды на замену.

## Карьера в сборной
27 апреля 2016 года дебютировал в молодёжной сборной Италии в поединке против сверстников из Дании и в первом же матче забил гол.